# جیمز براون (بازیکن فوتبال)
جیمز براون (انگلیسی: James Brown؛ ۱۹۰۷ – unknown) یک بازیکن فوتبال اهل اسکاتلند بود. 
از باشگاه‌هایی که در آن بازی کرده‌است می‌توان به باشگاه فوتبال برنلی اشاره کرد.